# 페리 인덱스
페리 인덱스(영어: Perry Index)는 널리 쓰이는, 이솝 우화의 각 우화에 붙여진 번호(인덱스)이다. 근대의 학자들은 이솝이 쓴 것으로 된 모든 우화를 직접 쓴 것이 아니라는 생각을 가지고 있다. 실제로, 몇 개의 우화는 이솝의 생애 이전에 쓰였고, 일부는 그가 죽고 1000년 이후에나 첫 기록물이 존재한다. 관습적으로 이솝 우화는 알파벳 순으로 정렬되는데, 이는 독자에게 도움이 되지 않는다. 페리(Perry)와 로드리게스 아다르도스(Rodriguez Adardos)는 그리스 우화와 라틴 우화를 분리하고, 우화가 지어진 시기에 따라 우화를 정렬하였고, 마지막에 각 그룹에서 알파벳 순으로 우화를 정렬하였다. 이러한 체계도 일반 독자에게는 유용하지 않지만, 학술적인 목적을 위해서는 최적이다.

## 일부 우화의 페리 인덱스
- Perry 15번. "여우와 포도"
- Perry 46번. "북풍과 태양"
- Perry 65번. "곰과 나그네"
- Perry 150번. "사자와 쥐"
- Perry 173번. "금도끼 은도끼"
- Perry 176번. "농부와 독사"
- Perry 210번. "양치기 소년"
- Perry 226번. "토끼와 거북이"
- Perry 352번. "시골쥐와 도시쥐"
- Perry 373번. "개미와 베짱이"
- Perry 426번. "여우와 두루미"
- Perry 613번. "고양이 목에 방울 달기"
- Perry 642번. "꾀 많은 여우"
- perry 659번. "여우와 까마귀"

## 참고 문헌
1. ↑  D. L. Ashliman, “Introduction,” in George Stade (Consulting Editorial Director), Aesop’s Fables.  New York, New York:  Barnes & Noble Classics, published by Barnes & Noble Books (2005).  Produced and published in conjunction with New York, New York:  Fine Creative Media, Inc.  Michael J. Fine, President and Publisher.  See pp. xiii-xv and xxv-xxvi.
2. 1 2 3  Aesop (2002). 《Aesop's Fables》. Oxford University Press. xxxii–xxxiii쪽. ISBN 0-19-160628-6. 2012년 5월 2일에 확인함.

## 같이 보기
- 이솝 우화
- 아르네-톰프슨 분류 체계(AT 분류체계)